# Google Play
Google Play je Googlovo spletišče na katerem je vključena spletna trgovina z glasbo, filmi, knjigami in Android aplikacijami ter medijskim predvajalnikom v oblaku. Storitev je na voljo preko spleta, preko Android aplikacije ali preko Google TV. Google Play je bil lansiran 6. marca 2012, ko je Google preuredil storitvi Android Market in Google Music. V Sloveniji so trenutno na voljo le aplikacije in igre.

## Trgovina

### Aplikacije in igre
Ravno tako kot v Android Marketu, lahko aplikacije naložimo prek spleta ali naravnost z Android naprave. Na spletišču naj bi bilo na voljo 450 tisoč aplikacij (marec 2012) ter na milijone skladb in knjig. Število filmov je v tisočih.

#### Statistika
17. marca 2009 je bilo na voljo okrog 2300 aplikacij, 10. maja 2011 jih je bilo 200.000, 3. maja 2014 pa že 1.200.000, Google pa je naštel preko 29 milijarde namestitev. 

### Filmi
Po Googlovih besedah naj bi na spletišču Google Play bilo na "tisoče" filmov, veliko od teh v HD kvaliteti. Filme si uporabniki lahko izposodijo na spletu in jih takoj gledajo na spletišču ali pa na posebej za to storitev ustvarjeni aplikaciji, Google Play Movies. Filme lahko uporabniki tudi snamejo in si jih ogledajo brez spletne povezave. Storitev v Sloveniji trenutno ni na voljo.

### Glasba
Na voljo je »na stotine« brezplačnih skladb in »na milijone« skladb, ki jih uporabniki lahko kupijo. Cene se gibljejo od 1,29$ do 0,69$ na skladbo. 

### Knjige
Na spletišču naj bi bilo čez tri milijone e-knjig. Velika večina jih je brezplačnih, na voljo pa so tudi plačljive. Storitev v Sloveniji trenutno ni na voljo.

## Razpoložljivost
Aplikacije in igre so na voljo v več kot 120 državah, medtem ko so filmi trenutno na voljo le v ZDA, Veliki Britaniji, Kanadi in na Japonskem. Knjige so na voljo v ZDA, Veliki Britaniji in Avstraliji, glasba pa le v ZDA.